# Springspidsmus
Springspidsmus også kaldet elefantspidsmus (latin: Macroscelidea) er en orden under pattedyrene. Ordenen består kun af en familie: Macroscelididae. Navnet elefantspidsmus skyldes dyrenes lange fleksible snude, der kan minde lidt om elefantens snabel. Dyrene er 17-58 cm lange inklusive halen. Der er omkring 15 arter i ordenen.

## Klassifikation
- Orden Springspidsmus Macroscelidea
  - Familie Macroscelididae
    - Slægt Macroscelides
      - Art Kortøret springspidsmus Macroscelides proboscideus

    - Slægt Elephantulus (10 arter)
    - Slægt Petrodromus (1 art – P. tetradactylus)
    - Slægt Rhynchocyon (3 arter)